# 海滩雕塑节
海灘雕塑節是每年舉行一次的大型室外雕塑展覽，分別在澳洲悉尼以及珀斯舉行。
悉尼海滩雕塑节创办于1997年，每年举行一次。第12届悉尼海滩雕塑节在澳大利亚著名的邦迪海滩附近举行，共展出了全世界107件作品，全部摆放在2公里长的沿海公路的两旁。
珀斯海滩雕塑节创办于2005年，每年举行一次。第20届悉尼海滩雕塑节在澳大利亚著名的科特索海滩附近举行，共展出了全世界71件作品，全部摆放在沿海道路的旁邊。